# Amauroderma fuscoporia
Amauroderma fuscoporia är en svampart som beskrevs av Wakef. 1948. Amauroderma fuscoporia ingår i släktet Amauroderma och familjen Ganodermataceae.   Inga underarter finns listade i Catalogue of Life.